# Gnamptogenys crassicornis
Gnamptogenys crassicornis is een mierensoort uit de onderfamilie van de Ectatomminae. De wetenschappelijke naam van de soort is voor het eerst geldig gepubliceerd in 1912 door Forel.